# Thuận An
Thuận An is een stad  (thị xã) in de Vietnamese provincie Bình Dương. Thuận An is in januari 2011 verheven tot een thị xã, daarvoor was het een huyện. Bij de volkstelling van 2019 had de stad 588.616 inwoners.
Thuận An ligt in het zuiden van het district. Het ligt aan de oostelijke oever van de Sài Gòn. De afstand tot het centrum van Ho Chi Minhstad bedraagt ongeveer vijftien kilometer. Hierdoor ligt het in een dichtbevolkt gedeelte van de provincie.

## Administratieve eenheden
Sinds Thuận An is verheven tot een thị xã, is het nu onderverdeeld in phườngs en xã's.
- Phường Lái Thiêu
- Phường An Thạnh
- Phường Vĩnh Phú
- Phường Bình Hòa
- Phường Bình Chuẩn
- Phường Thuận Giao
- Phường An Phú
- Xã Hưng Định
- Xã An Sơn
- Xã Bình Nhâm